# Championnats du monde de roller de vitesse 2011
Navigation
Édition précédente Édition suivante
Les championnats du monde de roller course 2011, ont lieu du 30 août au 5 septembre 2011 à Yeosu, en Corée du Sud.

## Podiums

### Femmes
| Épreuves            | Or                                        | Argent                                             | Bronze                                         |
| ------------------- | ----------------------------------------- | -------------------------------------------------- | ---------------------------------------------- |
| 300 m               | Jercy Puello                              | Aun Yi-seul                                        | Erika Zanetti                                  |
| 500 m sprint        | Jercy Puello                              | Ingrid Factos                                      | Fan Chihling                                   |
| 1 000 m sprint      | Estefania Fasinato                        | Melisa Bonnet                                      | Yi-seul Aun                                    |
| 10 000 m à point    | Woo Hyo-sook                              | Kelly Martinez                                     | Fan Chihling                                   |
| 15 000 m            | Woo Hyo-sook                              | Kelly Martinez                                     | Marta Ramirez                                  |
| 3 000 m par équipe  | Taïwan Yang Hochen Pan-Yi Chin Liu-Fu Jen | Colombie Kelly Martinez Marta Ramirez Jercy Puello | Allemagne Sabine Berg Jana Gegner Mareike Thum |
| Route               |                                           |                                                    |                                                |
| 200 m               | Jercy Puello                              | Estefania Cuervo                                   | Erika Zanetti                                  |
| 500 m               | Sandra Buelvas                            | Maria Jose Moya                                    | Veronica Elias                                 |
| 10 000 m à points   | Woo Hyo-sook                              | Yang Hochen                                        | Dan Guo                                        |
| 20 000 m            | Woo Hyo-sook                              | Kelly Martinez                                     | Dan Guo                                        |
| 5 000 m par équipes | Taïwan Yang Hochen Pan-Yi Chin Liu-Fu Jen | Corée du Sud Ju-hee Im Ji-hyeon Lee Hyo-sook Woo   | Allemagne Sabine Berg Jana Gegner Mareike Thum |

### Hommes
| Épreuves            | Or                                                 | Argent                                                | Bronze                                                |
| ------------------- | -------------------------------------------------- | ----------------------------------------------------- | ----------------------------------------------------- |
| 300 m               | Pedro Causil                                       | Andrés Muñoz                                          | Nicolas Pelloquin                                     |
| 500 m sprint        | Andrés Muñoz                                       | Pedro Causil                                          | Nicolas Pelloquin                                     |
| 1 000 m sprint      | Pedro Causil                                       | Scott Arlidge                                         | Lin-lo Wei                                            |
| 10 000 m à point    | Bart Swings                                        | Scott Arlidge                                         | Seong Son-geung                                       |
| 15 000 m            | Peter Michael                                      | Bart Swings                                           | Jorge Cifuentes                                       |
| 3 000 m par équipe  | Colombie Andrés Muñoz Jorge Cifuentes Carlos Pérez | Nouvelle-Zélande Reyon Kay Peter Michael Kalon Dobbin | Belgique Bart Swings Jore van den Berghe Ferre Spruyt |
| Route               |                                                    |                                                       |                                                       |
| 200 m               | Andrés Muñoz                                       | Matthias Schwierz                                     | Sung-ching Yang                                       |
| 500 m               | Andrés Muñoz                                       | Lo Wei Lin                                            | Michel Mulder                                         |
| 10 000 m à points   | Yann Guyader                                       | Bart Swings                                           | Crispijn Ariens                                       |
| 20 000 m            | Fabio Francolini                                   | Bart Swings                                           | Joey Mantia                                           |
| 5 000 m par équipes | Colombie Andrés Muñoz Pedro Causil Carlos Pérez    | France Ewen Fernandez Yann Guyader Brian Lepine       | Belgique Bart Swings Jore van den Berghe Ferre Spruyt |

## Tableau des médailles
- Pays organisateur

| Rang  | Nation           | Or | Argent | Bronze | Total |
| ----- | ---------------- | -- | ------ | ------ | ----- |
| 1     | Colombie         | 10 | 7      | 2      | 19    |
| 2     | Corée du Sud     | 4  | 2      | 2      | 8     |
| 3     | Taipei chinois   | 2  | 2      | 4      | 8     |
| 4     | Belgique         | 1  | 3      | 2      | 6     |
| 5     | Nouvelle-Zélande | 1  | 3      | 0      | 4     |
| 6     | France           | 1  | 1      | 2      | 4     |
| 7     | Argentine        | 1  | 1      | 0      | 2     |
| 8     | Italie           | 1  | 0      | 2      | 3     |
| 9     | Venezuela        | 1  | 0      | 0      | 0     |
| 10    | Allemagne        | 0  | 1      | 2      | 3     |
| 11    | Chili            | 0  | 1      | 0      | 1     |
| 11    | Équateur         | 0  | 1      | 0      | 1     |
| 13    | Pays-Bas         | 0  | 0      | 2      | 2     |
| 13    | Chine            | 0  | 0      | 2      | 2     |
| 15    | États-Unis       | 0  | 0      | 1      | 1     |
| 15    | Mexique          | 0  | 0      | 1      | 1     |
| Total | Total            | 22 | 22     | 22     | 66    |